# Järnvägsolyckan i Brooklyn 1990
Järnvägsolyckan i Brooklyn inträffade strax efter klockan 19.20 den 6 maj 1990 i Brooklyn i New South Wales i Australien på en järnvägsbacke kallad Cowan Bank då ett elpersontåg krockade med ett veterantåg draget av ett ånglok bakifrån. Sex personer omkom (inkl. elpersontågets förare) och ytterligare 93 skadades. Olyckan medförde ett förbud mot ångtåg i New South Wales som hävdes nio månder efter olyckan. Författaren och den tidigare rektorn av University of Sydney John Manning Ward omkom i olyckan.

## Orsak
Enligt utredningen var veterantåget helt isolerat från signalsystemet, som innebar att elpersontåget fick ett kör-besked i signalen som borde skyddat veterantåget. En trolig orsak till detta var att ångloket hade lagt sand på rälsarna för att öka adhesionsnivåen. Det är dock folk som inte tror detta och tror istället att ett fel uppstod i signalsystemet.